# Tommaso Traetta

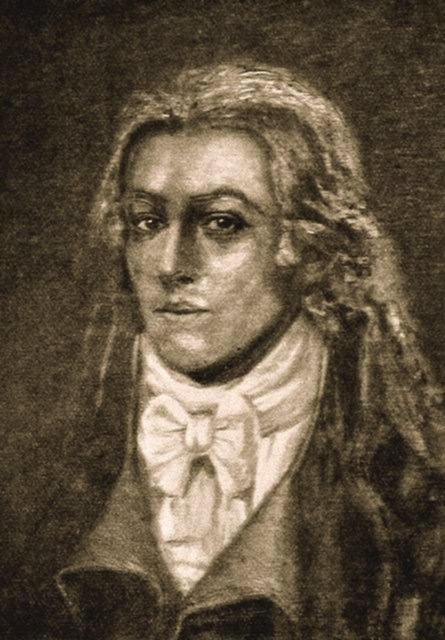
Tommaso Traetta

Tommaso Michele Francesco Saverio Traetta (Bitonto (Bari), 30 maart 1727- Venetië, 6 april 1779) was een Italiaans componist.

## Biografie
Hij was een van de begaafde componisten uit Puglia, de geboortegrond van veel 18e-eeuwse componisten van de Napolitaanse School.
Van 1738 tot 1748 studeerde hij aan het Conservatorio di Santa Maria di Loreto in Napels bij onder andere Nicola Porpora en Francesco Durante.
Na zijn studietijd rond 1750 werkte hij een tijdlang samen met Niccolo Jommelli in Napels en Rome.
Zijn carrière in de publieke en privé theaters van Napels begon met de geslaagde première van zijn eerste opera Il Tarnace op 4 november 1751, in het San Carlo Theater.
In 1758 stelde Filips de Bourbon, hertog van Parma, hem aan als maestro di capella en maestro di musica in Parma.
Hij werd zeer gewaardeerd door de hertog, die hem een vast jaarinkomen garandeerde.
Tijdens zijn diensttijd in Parma ging hij twee keer naar Wenen voor de productie van zijn opera's Armida (1761) en Ifigenia in Tauride (1763).
In 1765 werd hij directeur van het Conservatorio dell'Ospedaletto in Venetië.
Drie jaar later, in 1768, volgde hij Baldassare Galuppi op als leraar en maestro di corte aan het hof van Catharina de Grote in Sint Petersburg.
Hier componeerde hij de tragedia per musica Antigona (première in het keizerlijk theater van Sint Petersburg, 1772), het ultieme voorbeeld van een hervormingsopera.
Het libretto was van Marco Coltellini, een groot bewonderaar van Metastasio en bevriend met Christoph Willibald Gluck en de dichter Ranieri de' Calzabigi (1714 – 1795).
In 1775 zat zijn dienstbetrekking bij Catharina de Grote in Sint Petersburg erop en alvorens naar Napels terug te gaan, wilde hij zijn geluk nog in Londen beproeven.
In Londen componeerde hij de opera's Germondo (1776) en Telemaco (1777), beide zonder veel succes. Helaas  voor hem had Antonio Sacchini zich hier in 1772 gevestigd en zat men hier niet op hem te wachten.
Terug in Italië werd hij aangesteld als directeur van het Conservatorio della Pietà dei Turchini in Napels en vestigde hij zich later definitief in Venetië, waar hij in 1779 aan een longziekte overleed waardoor zijn laatste werk, de komische opera Gli Eroi dei Campi Elisi, onvoltooid bleef.

## Werken

### Opera's
- Il Tarnace, Napels (1751)
- La Didone abbandonata, Venetië (1757)
- L'Olimpiade, Verona (1758)
- Buovo d'Antona, Venetië (1758)
- Armida, Wenen (1761)
- Sofonisba, Mannheim (1762)
- Ifigenia in Aulide, Wenen (1763)
- Le serve rivali, Venetië (1766)
- L'Isola disabitata, Bologna (1768)
- Antigona, Sint Petersburg (1772)
- Il Cavaliere errante, Venetië (1778)

### Overige werken
- Symfonieën
- religieuze en wereldlijke koormuziek